# Sakaria Paliaschwili

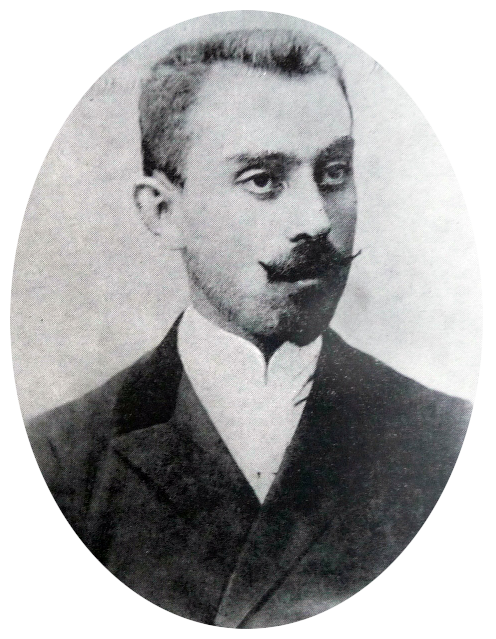
Sakaria Paliaschwili

Sakaria Paliaschwili (georgisch ზაქარია ფალიაშვილი; * 4. Augustjul. / 16. August 1871greg. in Kutaissi; † 6. Oktober 1933 in Tiflis) war ein georgischer Komponist, der klassische europäische Musik mit georgischer Volksmusik verband.

## Leben
Er wurde in eine musikalische Familie mit elf Geschwistern geboren. Der Vater war Chorsänger, drei seiner Brüder wurden Berufsmusiker. Mit acht Jahren sang er im Chor der katholischen Kirchengemeinde in Kutaissi und lernte dort das Orgelspielen. Nachdem die Familie im Jahre 1887 nach Tiflis umgezogen war, trat er dem Agniaschwilli-Chor, dem damals einzigen georgischen Berufschor, bei, wurde Organist an der katholischen Kirchengemeinde der Hl. Maria in Tiflis. Neben ihm gehörten Meliton Balantschiwadse, Niko Sulchanischwili und Dimitri Araqischwili zu den musikalisch aktiven Gemeindemitgliedern. Von 1895 bis 1899 studierte Paliaschwili an der Tifliser Musikfachschule französisches Horn und Kompositionstheorie, veröffentlichte Studien zur Überlieferung und Folklore Transkaukasiens.
Von 1900 bis 1903 wechselte er als Stipendiat an das Moskauer Konservatorium, wo er bei Sergei Tanejew studierte. Mit seinem Lehrer war er bestrebt, ein musikalisches Fenster nach dem Westen aufzustoßen, stand in Opposition zu einer Gruppe um Nikolai Andrejewitsch Rimski-Korsakow, die eine russische Nationalmusik schaffen wollte.
Zurückgekehrt nach Georgien arbeitete er als Organist und Dirigent an verschiedenen Musik- und Oberschulen. 1905 wurde er Mitbegründer der Georgischen Philharmonischen Gesellschaft, gründete ihren Chor und das Orchester. Von 1919 bis 1932 war er Professor am Konservatorium Tiflis, 1929 bis 1932 sein Rektor.
Ab 1905 veröffentlichte Paliaschwili eigene Kompositionen, darunter Akhal aghnago sulo, Lullaby, Mravaljamieri und Georgische Liturgien. Sein Hauptwerk waren die Opern Abessalom und Eteri (1919), Daisi (dt. Dämmerung, 1923) sowie Latavra (1928). Sie wurden in Tiflis uraufgeführt. Zum zehnten Jahrestag der Oktoberrevolution komponierte er 1927 eine zeremonielle Kantate. Außerdem entstanden eine Georgische Suite sowie Romanzen und Chorwerke, darunter eine Adaption georgischer Liturgie für einen großen Chor.
Er sammelte 300 georgische Volkslieder, die er mit Hilfe eines Phonographen aufnahm. 1910 gab er die Sammlung 40 georgische Volkslieder heraus. Im gleichen Jahr veröffentlichte er 8 georgische Volkslieder, die er für einen gemischter Chor und Orchester bearbeitete.
Motive der Opern Abessalom und Eteri sowie Daisi bilden die Grundlage der seit September 2004 gültigen Nationalhymne Georgiens. 1937 wurde das Staatliche Theater für Oper und Ballett in Tiflis nach ihm benannt. Sein Porträt ist auf dem georgischen Zwei-Lari-Geldschein abgebildet.

## Werke
- Z. P. Paliasvili: Absalom da Et’eri. opera 4 mok’medebad. Libretto P. Mirianasvilisa. [Klavierausz.], Saxelmcip'o Gamomc'emloba Sabcot'a Sak'art'velo, Tbilisi 1961
- Zakhary Paliashvili: Daisi. Opera v trekh de’istvi’i’akh. Libretto V. Guniia. Russkii tekst e. Aleksandrovoi Redaktsiia Vakhtanga Paliashvili. Partitura, 1960